# Malmö MFI-9
El Malmö Flygindustri MFI-9 Junior fue un avión biplaza para uso deportivo y entrenamiento básico producida en Suecia en la década de 1960. El avión también fue fabricado bajo licencia con el nombre Bölkow Bo 208.

## Historia y desarrollo

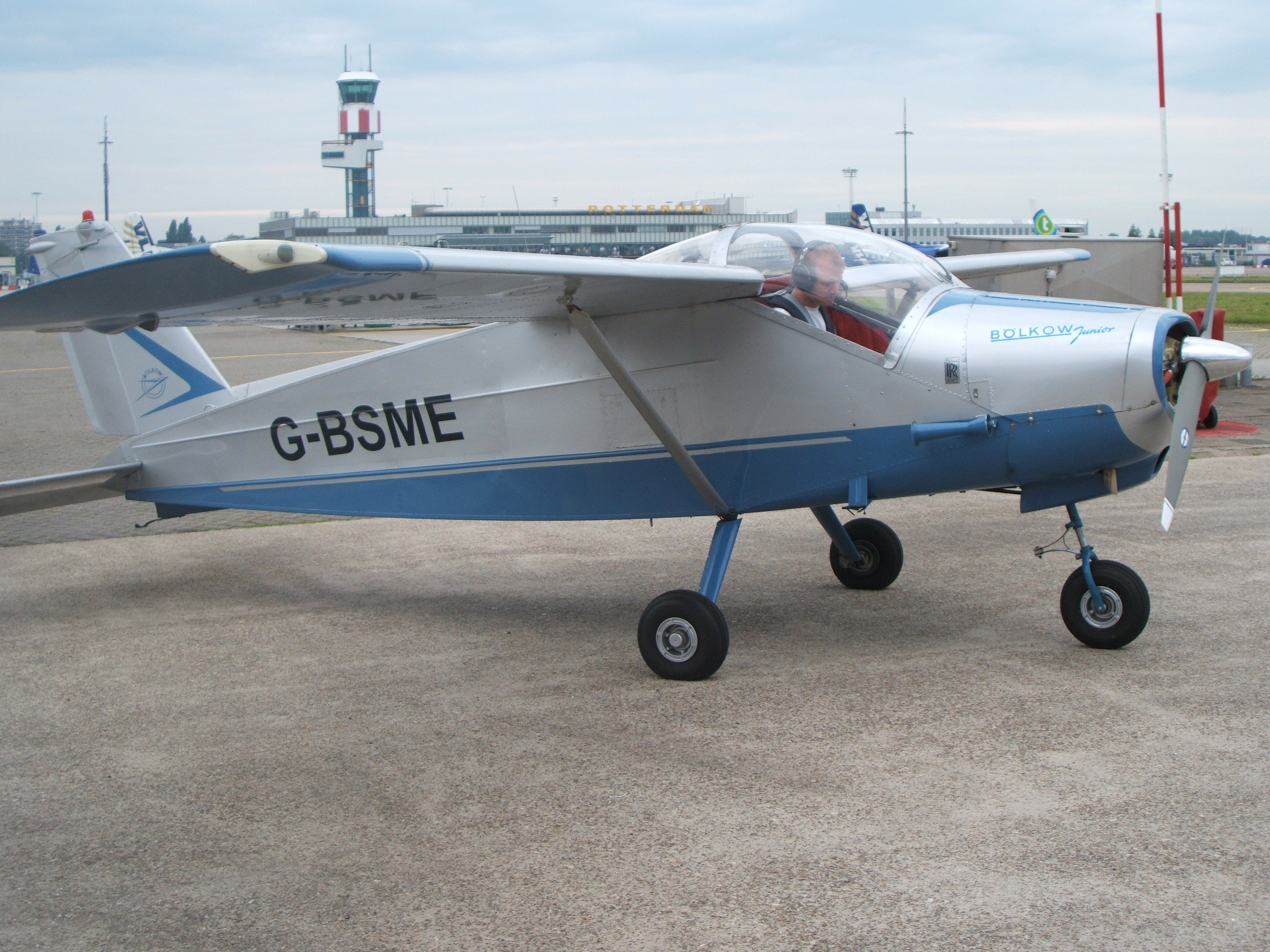
Un Bölkow Bo 208C Junior, G-BSME (596), de 1966, en el aeropuerto de Róterdam (Países Bajos).

La firma A.B. Malmö Flygindustri comenzó la fabricación de aviones con el Malmö MFI-9 Junior, que derivaba del  Andreasson BA-7, diseñado por el ingeniero Björn Andreasson, quien voló el prototipo el 10 de octubre de 1958. Andreasson construyó este prototipo en su tiempo libre mientras trabajaba para Convair en Estados Unidos. Estaba propulsado por un motor Continental A-65, refrigerado con aire, que proporcionaba una potencia de 56 kW (65 cv) a una hélice bipala de paso variable. Las alas estaban ubicadas cerca a la cúspide del fuselaje proporcionando a los ocupantes de la aeronave una mejor visibilidad. Los prototipos de serie y los primeros ejemplares construidos por MFI a diferencia del BA-7, tenían las superficies de cola rediseñadas.
El primer ejemplar de producción voló el 9 de agosto de 1962 y, para entonces esta empresa formaba parte de SAAB.
El MFI-9, era un monoplano de ala alta arriostrada, con tren de aterrizaje fijo y triciclo, cabina cerrada para dos plazas en asientos lado a lado y estaba propulsado por un motor Rolls-Royce Continental O-200 con más potencia que el anterior. Esta versión fue producida, bajo licencia en Alemania por la empresa Messerschmitt-Bölkow-Blohm, que denominó el avión MBB 208C Junior y del que construyó 200 unidades. MFI solamente produjo 25 ejemplares de este modelo, pasando a continuación a fabricar 43 unidades del más desarrollado MFI-9B Trainer; este tipo incorporaba modificaciones de los empenajes de cola y otras mejoras de detalle, estando disponible como el anterior con trenes opcionales de flotadores y patines. La variante final de este modelo fue la MFI-9 Militrainer, de la que dos prototipos fueron evaluados por las Fuerzas Aéreas de Suecia; estos aparatos se diferencian principalmente por la instalación de soportes subalares para cohetes y/o misiles. Además en 1969 se evaluaron los prototipos de dos versiones agrandadas del MFI-9, las MFI-15 yMFI-15B.
Esta aeronave (MFI-9B Militrainer) es reconocida, por una de sus variantes ideada por el conde sueco Carl Gustaf von Rosen, la cual demostró que en el contexto de una guerra de baja intensidad como la Guerra de Biafra, incluso una aeronave pequeña y poco armada, podría ser capaz de jugar un papel significativo.

## Variantes
- MFI-9 - aeronave de 2 tripulantes de entrenamiento. 25 construidos.
- Bölkow Bo 208 - MFI-9 fabricados bajo licencia por MBB en Alemania. 200 construidos.
- MFI-9B Trainer - aeronave de 2 tripulantes de entrenamiento. 43 construidos.
- MFI-9B Militrainer - aeronave de 2 tripulantes de entrenamiento, aeronave de ataque ligera. Dos prototipos construidos. Diez aeronaves utilizados por la Fuerza Aérea Sueca entre 1966-68 para evaluación como entrenamiento básico solamente
- Biafra Baby - Cinco MFI-9B armados con contenedores de seis cohetes Matra AP SNEB tipo 155 franceses de 68 mm (2.68") no guiados bajo cada ala

## Operadores militares
Biafra
- Usado por la Fuerza Aérea de Biafra durante la guerra de Guerra de Biafra.

 Suecia
- Diez MFI-9B de entrenamiento militar por la Fuerza Aérea Sueca.

## Especificaciones (MFI-9B Trainer)

Referencia datos: Jane's All The World's Aircraft 1965-66

### Características generales
- Tripulación: un piloto
- Capacidad: un pasajero
- Longitud: 5,85
- Altura: 2,00
- Peso vacío: 340 kg (749,4 lb)
- Peso cargado: 575 kg (1267,3 lb)

### Rendimiento
- Velocidad nunca excedida (Vne): 236 km/h (147 MPH; 127 kt)
- Velocidad crucero (Vc): 215 km/h (134 MPH; 116 kt)
- Alcance: 800 km (432 nmi; 497 mi)
- Radio de acción: km
- Alcance en combate: km
- Alcance en ferry: km
- Techo de vuelo: 5 m (15 ft)